# Nora Berra
Pour les articles homonymes, voir Berra (homonymie).
Nora Berra, née le 21 janvier 1963 à Lyon (Rhône), est une femme politique française.
Élue députée européenne en 2009 dans la circonscription Sud-Est, elle est nommée dans la foulée secrétaire d'État chargée des Aînés, puis assure la fonction de secrétaire d'État chargée de la Santé de 2010 à 2012. Elle est également conseillère municipale de Lyon de 2008 à 2020 et conseillère régionale d'Auvergne-Rhône-Alpes de 2015 à 2021.
Membre de l'UMP puis des Républicains, elle quitte le parti en 2017, après l'élection de Laurent Wauquiez à la tête du mouvement.

## Biographie

### Origines et famille
Nora Berra est née le 21 janvier 1963 à Lyon. Elle est la fille d'un tirailleur algérien prisonnier pendant la Seconde Guerre mondiale et petite-fille de spahi. Elle est issue d'une famille de onze enfants. Elle a grandi à Neuville-sur-Saône, au nord de Lyon.
Elle est mère de deux enfants.

### Études et formation
Nora Berra effectue ses études secondaires au lycée Ampère à Lyon, à la suite desquelles elle obtient le baccalauréat D (mathématiques et sciences de la nature). 
Après des études de médecine à Oran, en Algérie, elle obtient son diplôme de docteur en médecine en 1990 après avoir réalisé ses stages d'interne dans les hôpitaux de Lyon.

### Carrière professionnelle
De 1991 à 2009, Nora Berra poursuit sa carrière médicale à l'hôpital Édouard-Herriot, en pharmacologie clinique d’abord, puis comme praticien attaché en exploration fonctionnelle rénale et en immunologie clinique. 
Elle se consacre aux patients atteints par le VIH. Elle conduit pour l'Agence nationale de recherche sur le sida (ANRS) de nombreuses recherches cliniques de monothérapie, bithérapie puis trithérapie, ainsi qu'en prévention de transmission mère-enfant du VIH. Elle crée le premier observatoire national de trithérapie en prise unique et conduit plusieurs projets de prophylaxie post-exposition au VIH.
Elle dirige également de nombreux travaux de recherche clinique dans le traitement antirejet chez les patients greffés du rein ou encore dans l’évaluation de traitements contre l'hypertension.
De 1992 à 1999, elle enseigne également dans deux écoles d'infirmières lyonnaises, l'école Esquirol et l'école du Vinatier, tout en continuant à encadrer externes et internes à l'hôpital.
Nora Berra met ensuite ses compétences médicales au service de l'industrie pharmaceutique privée ; elle conduit alors divers projets pour les laboratoires Boehringer Ingelheim (1999-2001), Bristol-Myers Squibb (2001-2006) et Sanofi Pasteur-MSD (2007-2009).

## Parcours politique

### Mandats locaux
Nora Berra fait ses débuts en politique en 2001, sollicitée par Paul Laffly, maire de Neuville-sur-Saône, qui lui demande de rejoindre sa liste municipale. Elle est élue conseillère municipale de Neuville-sur-Saône, ville où demeurent ses parents, entre 2001 et 2008. 
Lors des élections municipales de 2008, Dominique Perben, candidat à Lyon, lui confie la tête de liste UMP du 8e arrondissement de Lyon. Elle se présente contre Jean-Louis Touraine, son chef de service à l'hôpital Édouard-Herriot. Elle devient alors conseillère municipale d’opposition à Lyon.
Tête de liste UMP dans le département du Rhône pour les élections régionales du 21 mars 2010, elle est élue conseillère régionale de la région Rhône-Alpes, avant de démissionner en avril 2011 de son mandat au nom de « l'éthique politique », considérant qu'elle ne pouvait exercer en même temps deux mandats locaux et une fonction exécutive nationale.
En vue des élections municipales de 2014 à Lyon, Nora Berra décide d'être candidate à la candidature UMP, à la suite d'un sondage du 22 mars 2013 la plaçant en tête des opinions favorables, avec 35 % d'avis positifs, devançant ses autres concurrents. Le 28 mars 2013, elle confirme sa candidature. Lors du premier tour de la primaire, le 2 juin 2013, elle ne réunit cependant que 9,41 % des suffrages et, le 4 juin, annonce officiellement son soutien à Georges Fenech pour le second tour de la primaire.
À l'issue des élections municipales de 2014, elle devient conseillère municipale d’opposition du troisième arrondissement de Lyon, ainsi que conseillère métropolitaine d’opposition.
Lors des élections régionales de 2015, elle soutient la candidature de Laurent Wauquiez et est élue conseillère régionale de la région Auvergne-Rhône-Alpes.

### Secrétaire d'État chargée des Aînés (2009-2010)
Nora Berra entre au gouvernement Fillon II, le 23 juin 2009, en tant que secrétaire d'État chargée des Aînés auprès du ministre du Travail, des Relations sociales, de la Famille, de la Solidarité et de la Ville.
Dès sa prise de fonction, elle souhaite « associer l'ensemble des Français à une vaste réflexion sur les enjeux de l'allongement de la durée de la vie et sur la solidarité inter-générationnelle ».
Elle s'investit dans les dossiers sensibles qui sont sous sa responsabilité comme la lutte contre la maltraitance des personnes âgées et la prévention du suicide des personnes âgées. Elle suit et met en œuvre le plan Alzheimer 2008-2012, une des priorités du président de la République, ainsi que le programme de développement des soins palliatifs 2008-2012.
Elle inscrit parmi ses priorités d'action la prise en compte des besoins des personnes âgées dépendantes et de leur famille, mais aussi la valorisation de la richesse que représentent les aînés pour la société. Elle prépare et lance alors le deuxième plan « Bien vieillir » et crée le label « Bien vieillir — Vivre ensemble », distinguant les villes qui conduisent des actions positives en faveur des aînés.
Elle engage les travaux préparatoires à la réforme de la dépendance en créant le programme « Vivre chez soi », afin de mettre en relation l'allongement de la durée de vie et le souhait massif des aînés de continuer à vivre le plus longtemps possible à leur domicile de façon autonome. Cette mission ouvre la voie à une économie du vieillissement dont les retombées sont potentiellement nombreuses en termes de bien-être pour la population des aînés, mais aussi de création de croissance et d'emplois dans de nombreux secteurs liés à l'accessibilité (adaptation des bâtiments et logements), aux déplacements et aux nouvelles technologies pour encadrer la prise en charge médico-sociale des aînés.

### Secrétaire d'État chargée de la Santé (2010-2012)
Le 14 novembre 2010, lors de la formation du gouvernement Fillon III, Nora Berra est nommée secrétaire d'État chargée de la Santé auprès du ministre du Travail, de l'Emploi et de la Santé. Elle porte pour le gouvernement plusieurs projets de lois touchant à des sujets de société, comme la loi Bioéthique (2011) ou la loi sur les soins psychiatriques (2011) visant à faire avancer les droits des malades afin de préserver et promouvoir leur dignité, assurer leur intégrité.
À la suite du scandale du Mediator, Nora Berra porte aux côtés de son ministre de tutelle Xavier Bertrand la Loi du médicament (décembre 2011) pour réorganiser le système de pharmacovigilance français et maintenir la confiance des citoyens dans leur système de santé. La loi donne alors naissance à l'Agence nationale de sécurité du médicament.
Nora Berra fait ensuite face à un autre scandale, celui des prothèses mammaires PIP qui contenaient du silicone industriel utilisé frauduleusement. Elle propose immédiatement que l'assurance maladie prenne en charge le remplacement des implants pour les femmes porteuses pour raisons médicales. Pour les femmes implantées pour des raisons esthétiques, elle engage les professionnels à renoncer à leurs honoraires et à proposer des prothèses au prix de revient.
Elle met en œuvre plusieurs réformes visant à redynamiser le système de santé français, notamment l'importante réforme de l'hôpital (loi HPST) et la réforme de la médecine de proximité afin de lutter contre les déserts médicaux.
Elle lance également de nombreuses campagnes de prévention : résistance aux antibiotiques, tabac, addictions, vaccination, dépistage du cancer du sein et du côlon, dépistage du SIDA, don d’organes,.
Par ailleurs, Nora Berra lance d'importants plans de santé publique visant à rendre le système de santé français plus équitable et mieux adapté aux nouveaux enjeux sanitaires et sociaux : chronicisation des pathologies (SIDA, cancer, maladies cardiovasculaires, etc.) et enjeux liés à la nutrition (Programme national nutrition santé, plan Obésité), au vieillissement (plans Soins palliatifs, Alzheimer, Parkinson, Maladies rares, Suicide).
Elle engage également plusieurs coopérations sanitaires internationales : Chine, Russie, Liban, Algérie et Libye dont elle décide l'accueil des blessés en France lors de la première guerre civile libyenne.

### Députée européenne (2012-2014)
Après la défaite de Nicolas Sarkozy lors de l'élection présidentielle de 2012, Nora Berra retrouve son siège de députée européenne de la circonscription du Grand Sud-Est français en juillet 2012.
Toujours engagée sur les sujets qui touchent à la santé et pour faire suite au scandale des prothèses mammaires PIP, elle s'investit particulièrement sur les deux règlements relatifs aux dispositifs médicaux et aux dispositifs de diagnostic in vitro dont elle fut le rapporteur ; ses rapports reçoivent un large soutien des membres de la commission du Marché intérieur et de la Protection des consommateurs, dont elle est membre et pour laquelle elle travaille en son sein sur les directives Transparence, Tabac et Pharmacovigilance.
Nora Berra est également membre de la commission du Commerce international et s'implique particulièrement sur la définition d’un règlement visant à introduire de la réciprocité dans les marchés publics, sur le renforcement des instruments de défense commerciale et dans le suivi des négociations du Partenariat transatlantique de commerce et d'investissement — et membre à ce titre du comité stratégique sur l'accord de partenariat transatlantique entre l’Europe et les États-Unis d’Amérique mis en place par la ministre du Commerce extérieur Nicole Bricq, composé de parlementaires, économistes, représentants d'entreprises et experts divers.
Pour une question de représentation territoriale, Nora Berra n'est pas candidate à sa réélection lors des élections européennes de 2014.

### Conseillère régionale d'Auvergne-Rhône-Alpes (2015-2021)
Nora Berra soutient la candidature de Laurent Wauquiez dans le cadre des élections régionales de 2015 en Auvergne-Rhône-Alpes. Elle figure en 11e position sur sa liste de la Métropole de Lyon.
Laurent Wauquiez ayant remporté l'élection, elle est élue conseillère régionale de la région Auvergne-Rhône-Alpes le 13 décembre.

### Élection législative de la troisième circonscription du Rhône de 2017
Le 14 mai 2016, Nora Berra déclare sa candidature à l'investiture des Républicains dans la troisième circonscription du Rhône pour les élections législatives de 2017. Le 15 juin suivant, la commission nationale d'investiture des Républicains la désigne comme candidate.
Elle réunit 13,13 % des suffrages lors du premier tour de l'élection, échouant à se qualifier pour le second tour.

### Élections européennes de 2019
Le président de l'UDI, Jean-Christophe Lagarde, lui propose d'être candidate en deuxième place sur la liste de son parti pour les élections européennes de 2019, ce qu’elle accepte. L'UDI n'obtient aucun élu à l'issue de cette élection.

### Élection présidentielle de 2022
Le 11 février 2022, elle annonce son soutien au président sortant Emmanuel Macron en vue de l'élection présidentielle qui se tient la même année.

## Engagements et prises de position

### Dans son parti
Après le retrait de Nicolas Sarkozy de la vie politique, Nora Berra est vice-présidente de l'association des Amis de Nicolas Sarkozy, collectif réunissant plusieurs personnalités politiques restées fidèles à l'ancien Président de la République après sa défaite lors de l’élection présidentielle de 2012 et appelant à son retour en politique. Elle publie une tribune dans L'Express à ce sujet.
Elle se prononce et milite en faveur de sa candidature pour l'élection du président de l’UMP lors du congrès de novembre 2014. Elle fait alors partie de son équipe de campagne.
Le 9 décembre 2014, Nicolas Sarkozy, élu président de l'UMP, la nomme secrétaire nationale de l'UMP chargée des Professions libérales. Le 19 mai 2015, elle est nommée au bureau politique national des Républicains, parti politique issu du changement de nom et de statuts de l’UMP, opéré par son nouveau président, Nicolas Sarkozy. Le 11 juin suivant, elle est reconduite dans ses fonctions de secrétaire nationale chargée des Professions libérales.
Elle soutient la candidature de Nicolas Sarkozy dans le cadre de la primaire ouverte de la droite et du centre de 2016 pour l'élection présidentielle de 2017. Nicolas Sarkozy ayant été éliminé au premier tour, elle soutient François Fillon pour le second tour.
Elle prend position en faveur d'Emmanuel Macron pour le second tour de l'élection présidentielle de 2017, pour « faire barrage au Front national ».
À la suite de l'élection de Laurent Wauquiez à la tête des Républicains, elle annonce son départ du parti, le 13 décembre 2017, critiquant « le projet porté par Laurent Wauquiez […] un projet de fermeture, une ligne où l'outrance a pris le pas sur la droite sociale et humaniste […] » et « une droite droitisée, dénuée d'équilibre, dans l'outrance sur les questions d'immigration et d'identité, avec de la critique permanente, une critique sans mesure, ».

### Sur des sujets sociétaux

#### Santé
Nora Berra a lancé un programme de prévention et de sensibilisation au VIH chez les migrants fragilisés au sein de l'Association de lutte contre le SIDA de Lyon. 
En 2011, alors secrétaire d'État à la Santé, Nora Berra intervient devant le Sénat pour justifier son opposition à l'ouverture aux homosexuels du don de sang, en arguant que c'est « bien la notion de comportement ou de situation à risques qui doit être prise en compte ». Elle répond alors à la polémique suscitée après ses propos rapportés par la presse quelques jours auparavant lors de l'examen d'un projet de loi sur la bioéthique : « La loi ne discrimine personne mais prend en compte les données épidémiologiques, selon lesquelles par exemple l'homosexualité est un facteur de risque pour le VIH, donc une contre-indication de don ».

#### Diversité
Nora Berra est membre cofondateur du club « Convergences », créé en 2003, dont le but est de valoriser la diversité culturelle.
En 2013, elle signe une tribune dans Le Monde dans laquelle elle interroge les raisons du « désamour » entre les Français musulmans et l'UMP.

#### Légalisation du cannabis
Nora Berra se dit « complètement opposée » à la légalisation du cannabis, qu'elle estime être « une cause électoraliste et laxiste qui met en danger la santé publique ».

#### Loi interdisant le port de la burqa
Nora Berra a dit n'être « pas favorable » à une loi interdisant le port de la burqa en France, considérant que « si nous légiférons, nous déplacerons le problème, nous ne le résoudrons pas ».

#### Ouverture du mariage aux couples homosexuels
Nora Berra s'est opposée au projet de loi d'ouverture du mariage aux couples homosexuels, le considérant comme un texte qui a « clivé la population en deux ». Elle se dit favorable à « l'égalité des droits » et à « l'union de deux adultes », mais considère qu'il fallait « déconnecter » ce texte du mariage, à cause de sa dimension traditionnelle et religieuse. 
Elle se dit toutefois favorable à l’union civile.
Contre la « dénaturation de la filiation », elle est de plus opposée à l'ouverture de la PMA aux couples homosexuels et à la GPA.

#### Droit de vote des étrangers
Nora Berra se dit « complètement opposée » au droit de vote des étrangers, considérant que « la citoyenneté ne se partage pas entre le niveau local et le niveau national, elle est une ».

#### Don d’organes
Elle est la première personnalité politique française à s'engager publiquement à faire don de ses organes.

#### Cause des femmes
Nora Berra a notamment participé aux actions de l'association « Women without Borders ».
En février 2010, elle participe au Sommet informel européen des femmes au pouvoir à Cadix, à l'invitation de Bibiana Aído Almagro, ministre espagnole de l'Égalité, et Harriet Harman, ministre britannique chargée des Femmes et de l’Égalité des chances, dans le cadre de la présidence espagnole du Conseil de l'Union européenne.
En 2011, elle est invitée à Washington par Hillary Clinton pour intervenir à un colloque consacré aux femmes dans le service public, le Women in Public Service Project. Elle intervient dans le cadre d'une table ronde intitulée « Women at the top : changing decision making » (« Les femmes au sommet : changer de processus de prise de décision »).
En 2016, elle signe la pétition demandant la grâce de Jacqueline Sauvage.

#### Droit à l'euthanasie
Nora Berra se dit « complètement opposée » au droit à l’euthanasie, la loi Leonetti existante lui paraissant « très équilibrée mais malheureusement insuffisamment connue ». 
Elle plébiscite le développement de l'information concernant les soins palliatifs, « convaincue que cette méconnaissance de la réalité des soins palliatifs joue en faveur de l’euthanasie, qui est alors perçue comme la seule solution pour ne pas souffrir et échapper à la toute-puissance du pouvoir médical ».

#### Laïcité
Le 22 décembre 2009, elle quitte une réunion du groupe UMP à l'Assemblée nationale après les propos de Pascal Clément sur les minarets : « Le jour où il y aura autant de minarets que de cathédrales en France, ça ne sera plus la France. » Elle juge ces propos « anti-laïcs » et « insupportables ».
Le lendemain, elle dénonce sur Europe 1 une « image passéiste de la France », considérant les minarets comme « un fait d’urbanisme géré par les collectivités », « qui n’a jamais généré le moindre problème en France ».
Elle est aussi signataire de l' « Appel de mai » du Mouvement des musulmans laïcs de France, paru dans Marianne du 5 au 11 mai 2003, intitulé « Appel aux citoyens musulmans de France épris de paix, de justice, de liberté et de laïcité ».

#### Déchéance de nationalité
En 2016, elle s'oppose vivement à la réforme constitutionnelle reposant sur l’extension de la déchéance de nationalité aux binationaux, proposée par le président de la République, François Hollande, qu'elle juge « inutile » et dangereuse en ce qu’elle pose la question de « l'égalité devant le droit entre Français ».

## Détail des mandats et fonctions
- 18 mars 2001 – 16 mars 2008 : conseillère municipale de Neuville-sur-Saône
- 16 mars 2008 – 28 juin 2020 : conseillère municipale de Lyon
- 7 juin 2009 : élue députée européenne dans la circonscription Sud-Est (entre au gouvernement avant sa prise de fonctions)
- 21 mars 2010 – 10 avril 2011 : conseillère régionale de la région Rhône-Alpes
- 23 juin 2009 – 13 novembre 2010 : secrétaire d'État chargée des Aînés, auprès du ministre du Travail, des Relations sociales, de la Famille, de la Solidarité et de la Ville, dans le gouvernement Fillon II
- 14 novembre 2010 – 10 mai 2012 : secrétaire d'État auprès du ministre du Travail, de l'Emploi et de la Santé, chargée de la Santé, dans le gouvernement Fillon III
- 16 juin 2012 – 1er juillet 2014 : députée européenne après l'élection de Damien Abad à l'Assemblée nationale[86]
- depuis le 13 décembre 2015 : conseillère régionale de la région Auvergne-Rhône-Alpes

## Distinctions
- Chevalier de la Légion d'honneur (2020)[87]